# Krokvattnet (Degerfors socken, Västerbotten)
Krokvattnet är en sjö i Vindelns kommun i Västerbotten och ingår i Umeälvens huvudavrinningsområde. Sjön har en area på 0,341 kvadratkilometer och ligger 254,3 meter över havet.

## Delavrinningsområde
Krokvattnet ingår i det delavrinningsområde (716098-168502) som SMHI kallar för Ovan 716076-168574. Medelhöjden är 257 meter över havet och ytan är 1,43 kvadratkilometer. Det finns inga avrinningsområden uppströms utan avrinningsområdet är högsta punkten. Vattendraget som avvattnar avrinningsområdet har biflödesordning 4, vilket innebär att vattnet flödar genom totalt 4 vattendrag innan det når havet efter 141 kilometer. Avrinningsområdet består mestadels av skog (50 procent) och sankmarker (25 procent). Avrinningsområdet har 0,33 kvadratkilometer vattenytor vilket ger det en sjöprocent på 23,1 procent.